# Cascajares de Bureba
Cascajares de Bureba oder nur Cascajares ist ein nordspanischer Ort und eine Gemeinde (municipio) mit nur noch 27 Einwohnern (Stand: 2024) im Nordosten der Provinz Burgos in der Autonomen Gemeinschaft Kastilien-León.

## Lage und Klima
Der Ort Cascajares de Bureba liegt zu Füßen der Montes Obarenes in einer Höhe von etwa 805 m. Die Stadt Burgos liegt etwa 67 km (Fahrtstrecke) in nordöstlicher Richtung entfernt. Die nächstgelegene Stadt ist Miranda de Ebro (ca. 31 km östlich); sehenswerte Orte wie Frías, Oña, Briviesca oder Pancorbo liegen im Umkreis von ca. 50 km. Das Klima im Winter ist rau, im Sommer dagegen gemäßigt und warm; Regen (ca. 760 mm/Jahr) fällt überwiegend im Winterhalbjahr.

## Bevölkerungsentwicklung
| Jahr      | 1857 | 1900 | 1950 | 2000 | 2017 |
| Einwohner | 291  | 254  | 215  | 62   | 34   |

Die Mechanisierung der Landwirtschaft und die Aufgabe bäuerlicher Kleinbetriebe führten seit den 1950er Jahren zu einem Mangel an Arbeitsplätzen und einem deutlichen Rückgang der Einwohnerzahlen (Landflucht).

## Wirtschaft
In früheren Zeiten war Cascajares ein Bauerndorf in der fruchtbaren und deshalb landwirtschaftlich geprägten Umgebung der Bureba. Die Feldarbeit wird heute von nur wenigen Bauern verrichtet; einige Häuser werden im Sommer als Ferienwohnungen (casas rurales) vermietet.

## Geschichte
Aus keltiberischer, römischer, westgotischer und islamischer Zeit wurden bislang keine Zeugnisse gefunden. Im 8. und frühen 9. Jahrhundert befand sich die Gegend unter islamischem Einfluss, doch wurde das Gebiet wegen des ungewohnt rauen und regnerischen Klimas von den Berbern weder dauerhaft besiedelt noch verteidigt. Ende des 9. Jahrhunderts erhielt der kastilische Graf Diego Rodríguez Porcelos von König Alfons III. von Asturien den Auftrag zur Wiederbesiedlung (repoblación) des entvölkerten Gebietes. Die erstmalige Erwähnung des Ortsnamens Cascaihares stammt aus dem Jahr 1011.

## Sehenswürdigkeiten
- Die Iglesia de San Facundo y San Primitivo ist den frühchristlichen Märtyrern Facundus und Primitivus geweiht, die – von wenigen Ausnahmen abgesehen – nur in der Provinz Burgos verehrt werden. Es ist eine äußerlich unscheinbare spätgotische Kirche aus dem 15. Jahrhundert, deren Inneres von Sterngewölben überspannt wird.
- Ein barocker Zierbrunnen mit kreisrundem Becken befindet sich ca. 150 m entfernt.
- Zwei Adelspaläste aus dem 18./19. Jahrhundert tragen steinerne Wappenschilde.